# Ptychoptera obscura
Ptychoptera obscura är en tvåvingeart som först beskrevs av Peus 1958.  Ptychoptera obscura ingår i släktet Ptychoptera och familjen glansmyggor.
Artens utbredningsområde är Tyskland. Inga underarter finns listade i Catalogue of Life.